# Nan Elmot
Nan Elmot je imaginarna šuma iz Gospodara prstenova. Bila je velika i mračna, a zraci sunca nisu dopirali u mnoge njene dijelove. Tu su se, u Prvom dobu zvijezda upoznali i zaljubili Tingol i Меlijana Maja. Kasnije je ta šuma postala dome Eola Mračnog vilenjaka. Uništena je kada je Belerijand potopljen.